# Liste der Bodendenkmale in Bad Gottleuba-Berggießhübel
In der Liste der Bodendenkmale in Bad Gottleuba-Berggießhübel sind die Bodendenkmale der Stadt Bad Gottleuba-Berggießhübel und ihrer Ortsteile nach dem Stand der Auflistung von Harald Quietzsch und Heinz Jacob aus dem Jahr 1982 aufgelistet. Eventuelle Änderungen und Ergänzungen, insbesondere aus der Zeit nach der Wende, sind nicht berücksichtigt, da für Sachsen aktuell keine neueren allgemein zugänglichen Bodendenkmallisten vorliegen. Die Baudenkmale sind in der Liste der Kulturdenkmale in Bad Gottleuba-Berggießhübel aufgeführt.
| Denkmal-ID | Fundart            | Ortsteil          | Bezeichnung                     | Zeitstellung                | Lage                                                                                              | Bemerkungen | Bild |
| ---------- | ------------------ | ----------------- | ------------------------------- | --------------------------- | ------------------------------------------------------------------------------------------------- | --- | ---- |
| ?          | besonderer Stein   | Bad Gottleuba     | Steinkreuz                      | Spätmittelalter             | nordöstlich des Orts, ostnordöstlich an der Straße von Berggießhübel nach Hellendorf              | Sensenklinge oder Klingenwaffe eingehauen, Schutz seit 27. Juli 1972                                                                                                  |      |
| ?          | besonderer Stein   | Bad Gottleuba     | Steinkreuz „Vierzehn Nothelfer“ | Spätmittelalter             | ostsüdöstlich des Orts, am Verbindungsweg von der Kirche zur Straße zum Augustusberg              | Dolch und Kreuze eingehauen, Schutz seit 3. Juli 1972 |      |
| ?          | Befestigung > Burg | Bad Gottleuba     | Wehranlage                      | Mittelalter                 | südöstlicher Ortsrand, Bereich des Kirchhofs                                                      | herausgearbeiteter Sporn in Hanglage, befestigt durch weit umfassenden Graben und Ringmauer mit Kammertor, um 1500 ist die Kirche in die Bausubstanz eingefügt worden |      |
| ?          | besonderer Stein   | Berggießhübel     | Steinkreuz                      | Spätmittelalter             | westlich des Orts, südsüdöstlich an der Straße nach Gersdorf, auf Höhe der ehemaligen Steinbrüche | leeres Wappenfeld eingehauen, Schutz seit 10. Mai 1972 |      |
| ?          | besonderer Stein   | Börnersdorf       | Steinkreuz                      | Spätmittelalter             | nördlicher Ortsteil, westlich der Straße, im Garten von Gut 41                                    | Schwerteinzeichnung, Schutz seit 10. Mai 1972 |      |
| ?          | besonderer Stein   | Börnersdorf       | Steinkreuz                      | Spätmittelalter             | nordnordwestlich des Orts, nordöstlich am Weg nach Lichtenberg                                    | Armbrusteinzeichnung, Schutz seit 27. Juli 1972 |      |
| ?          | besonderer Stein   | Börnersdorf       | Steinkreuz                      | Spätmittelalter             | ostnordöstlich des Orts, im Heidenholz, nördlich der Straße nach Hartmannsbach                    | Schutz seit 27. Juli 1972 |      |
| ?          | besonderer Stein   | Breitenau         | Steinkreuz                      | Spätmittelalter             | im Ort, am Straßenabzweig nach Liebenau                                                           | Kreuz im Kreis eingehauen, Schutz seit 21. Juni 1972 |      |
| ?          | besonderer Stein   | Breitenau         | Zwei Steinkreuze (Gruppe)       | Spätmittelalter             | im Ort, südlich an der Dorfstraße, im Winkel der Zufahrt zum Erbgericht                           | Schutz seit 21. Juni 1972 |      |
| ?          | besonderer Stein   | Hartmannsbach     | Steinkreuz                      | Spätmittelalter             | südwestlicher Ortsausgang, nordwestlich an der Straße nach Börnersdorf                            | Schwerteinzeichnung, Schutz seit 27. Juli 1972 |      |
| ?          | besonderer Stein   | Langenhennersdorf | Steinkreuz                      | Spätmittelalter             | nordwestlicher Ortsteil, nordöstlich der Dorfstraße                                               | Armbrusteinzeichnung, Schutz seit 21. Juni 1972 |      |
| ?          | Steinbruch         | Langenhennersdorf | Mühlsteinbruch                  | Spätmittelalter bis Neuzeit | südwestlich des Orts, nordwestlich der Bahramühle, im Bahratal am Fuß einer Felswand              | Steingruben mit knapp 40 Mühlsteinrohlingen in verschiedenen Bearbeitungsstadien                                                                                      |      |
| ?          | besonderer Stein   | Oelsen            | Steinkreuz                      | Spätmittelalter             | südlich des Orts, östlich am Weg zur Oelsener Höhe                                                | kleines Kreuz auf dem Kopfscheitel, Schutz seit 10. Mai 1972 |      |